# Aube (departement)
Aube (10) is een Frans departement, dat zijn naam ontleent aan de rivier de Aube, een zijrivier van de Seine.

## Geschiedenis
Het departement was een van de 83 departementen die werden gecreëerd tijdens de Franse Revolutie, op 4 maart 1790 door uitvoering van de wet van 22 december 1789, uitgaande van een deel van de provincie Champagne.

## Geografie
De Seine en haar zijrivier de Aube stromen door het departement. In het Parc naturel régional de la Forêt d'Orient liggen drie kunstmatige meren die overtollig water van deze rivieren moeten helpen opvangen en zo overstromingen vermijden: het Lac d'Orient, het Lac du Temple en het Lac Amance.
Aube is omgeven door de departementen Marne in het noorden, Haute-Marne in het oosten, Côte-d'Or in het zuidoosten, Yonne in het zuidwesten en Seine-et-Marne in het westen. Het departement behoort tot de regio Grand Est.
Aube bestaat uit de drie arrondissementen:
- Arrondissement Bar-sur-Aube
- Arrondissement Nogent-sur-Seine
- Arrondissement Troyes

Aube heeft 17 kantons:
- Kantons van Aube

Aube heeft 433 gemeenten:
- Lijst van gemeenten in het departement Aube

## Demografie
De inwoners van Aube heten Aubois.

### Demografische evolutie sinds 1962
| Naam       | Index 1962 | Index 1968 | Index 1975 | Index 1982 | Index 1990 | Index 1999 | Index 2008 | Index 2019 |
| ---------- | ---------- | ---------- | ---------- | ---------- | ---------- | ---------- | ---------- | ---------- |
| Aube       | 100,0      | 106,0      | 111,7      | 113,4      | 113,4      | 114,5      | 118,1      | 121,5      |
| Frankrijk* | 100,0      | 107,1      | 113,3      | 117,0      | 121,9      | 126,0      | 133,8      | 140,1      |

| Naam       | Inw./Km² 1962 | Inw./km² 1968 | Inw./km² 1975 | Inw./km² 1982 | Inw./km² 1990 | Inw./km² 1999 | Inw./km² 2008 | Inw./km² 2019 |
| ---------- | ------------- | ------------- | ------------- | ------------- | ------------- | ------------- | ------------- | ------------- |
| Aube       | 42,5          | 45,0          | 47,4          | 48,2          | 48,2          | 48,7          | 50,2          | 51,7          |
| Frankrijk* | 84,2          | 90,1          | 95,4          | 98,5          | 102,7         | 106,1         | 112,7         | 119,7         |

Frankrijk* = exclusief overzeese gebieden
Bron: Recensement Populaire INSEE - 1962 tot 1999 population sans doubles comptes, nadien Population Municipale
Op 1 januari 2022 had Aube 311.076 inwoners.

### De 10 grootste gemeenten in het departement
| Nr. | Gemeente                | Aantal inwoners (2022) |
| --- | ----------------------- | ---------------------- |
| 1   | Troyes                  | 62.443                 |
| 2   | Romilly-sur-Seine       | 14.751                 |
| 3   | Saint-André-les-Vergers | 12.695                 |
| 4   | La Chapelle-Saint-Luc   | 12.603                 |
| 5   | Sainte-Savine           | 10.457                 |
| 6   | Saint-Julien-les-Villas | 6.752                  |
| 7   | Nogent-sur-Seine        | 5.673                  |
| 8   | Pont-Sainte-Marie       | 5.202                  |
| 9   | Rosières-près-Troyes    | 4.866                  |
| 10  | Bar-sur-Aube            | 4.743                  |

## Afbeeldingen

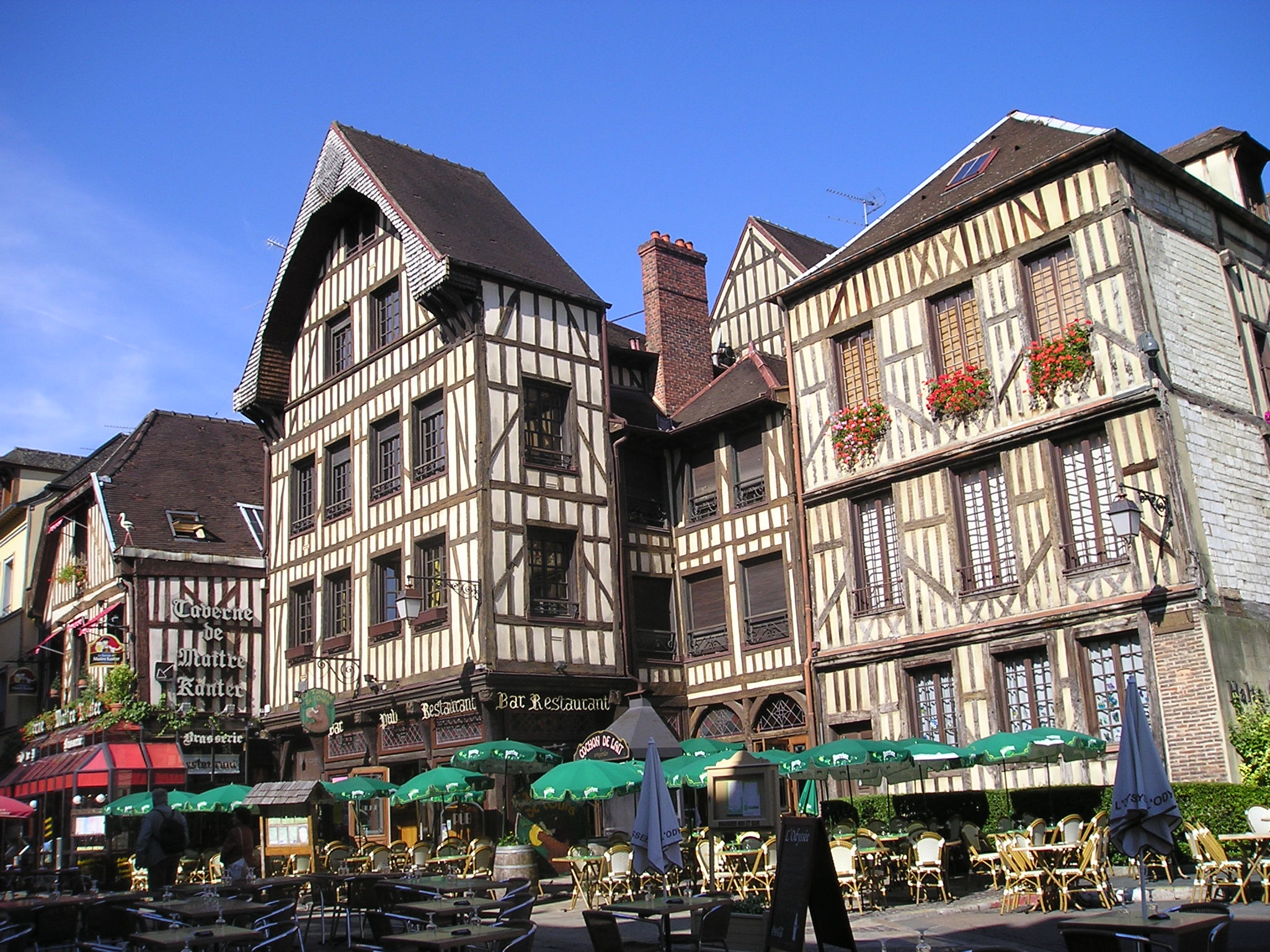
Troyes
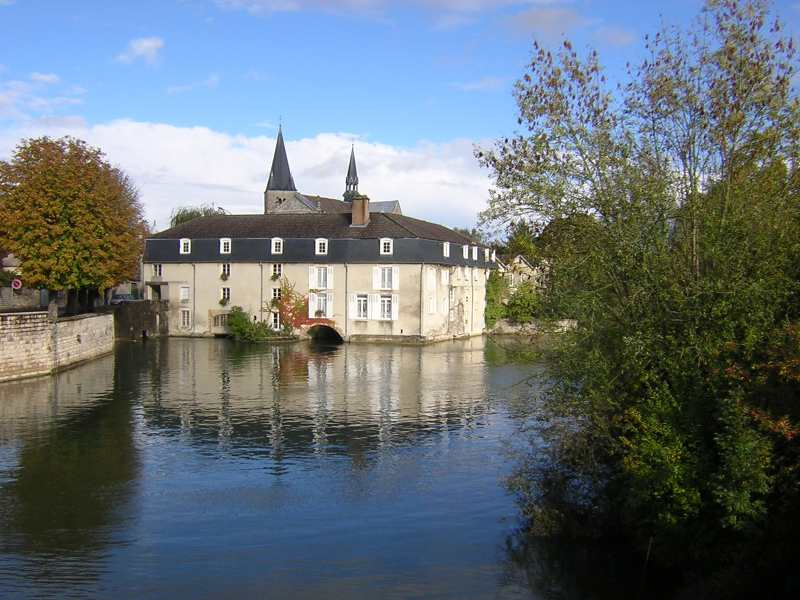
Bar-sur-Aube